# Bellevue (Wisconsin)
Pour les articles homonymes, voir Bellevue.
Bellevue est un village du comté de Brown, dans l’État du Wisconsin, aux États-Unis. Sa population s’élevait à 14 570 habitants lors du recensement de 2010.

## À noter
Bellevue était une town jusqu’à son incorporation en tant que village le 14 février 2003.